# Dolichoropica unicolor
Dolichoropica unicolor là một loài bọ cánh cứng trong họ Cerambycidae.